# 바다악어
바다악어(Sea crocodile)는 흔히 하구악어(Estuarine crocodile), 해양악어(Marine crocodile), 짠물악어(Saltwater crocodile)로도 알려져 있으며, 인도의 동해안부터 동남아시아, 순다랜드 지역부터 오스트레일리아 북부와 미크로네시아에 이르기까지 바닷물 서식지, 기수 습지, 민물 강이 원산지인 악어이다. 1996년부터 IUCN 적색 목록에 "관심대상종"으로 등재되었다. 1970년대까지 가죽 때문에 사냥되었고, 불법적인 살처분과 서식지 감소로 위협받고 있고, 인간에게 위험한 것으로 여겨진다.
바다악어는 현존하는 파충류 중 가장 큰 동물이다. 수컷은 몸무게가 1,000~1,500kg, 길이가 6m까지 자랄 수 있고, 6.3m를 거의 넘지 않다. 암컷은 훨씬 작고 3m를 넘기는 일이 거의 없다. 크고 기회주의적인 초육식 최상위 포식자인 그들은 대부분의 먹이를 매복 공격한 다음 익사하거나 통째로 삼킨다. 그들은 상어와 같은 다른 포식자, 원양 종을 포함한 다양한 민물 및 바닷물고기, 갑각류와 같은 무척추동물, 다양한 양서류, 파충류, 조류, 그리고 인간을 포함한 포유류를 포함하여 자신의 영역으로 들어오는 거의 모든 동물을 잡아먹는다.

## 묘사
바다악어는 대부분의 악어에 비해 넓은 주둥이를 가지고 있다. 그러나 늪악어보다 긴 주둥이를 가지고 있으며, 그 길이는 바닥 너비의 두 배이다. 주둥이의 중앙을 따라 한 쌍의 능선이 눈에서부터 이어져 있다. 비늘은 타원형이고, 스큐트는 다른 종에 비해 작거나 일반적으로 완전히 없다. 또한, 경추 방패와 등쪽 방패 사이에 분명한 틈이 있으며, 등쪽 방패에 가로로 배열된 큰 스큐트의 뒤쪽 가장자리 사이에 작은 삼각형의 스큐트가 있다. 스큐트가 상대적으로 부족하다는 것은 포획되거나 불법 가죽 거래에서 바다악어를 구별하는 데 유용한 자산으로 간주되며, 아성체 또는 어린 바다악어를 다른 악어와 구별해야 할 수 있는 분야의 몇 안 되는 지역에서도 마찬가지이다. 다른 악어보다 목에 갑옷판이 더 적다.
어른이 된 바다악어의 넓은 몸은 대부분의 다른 마른 악어들의 몸과 대조적이어서, 이 파충류가 앨리게이터속였을 것이라는 초기의 검증되지 않은 추측으로 이어졌다.
어린 바다악어들은 몸과 꼬리에 검은 줄무늬가 있는 옅은 노란색이다. 이 색깔은 악어들이 성체가 될 때까지 몇 년간 지속된다. 어른이 된 후의 색깔은 훨씬 더 짙은 녹색을 띠며, 약간의 밝은 황갈색 또는 회색 부분이 가끔 보인다. 몇 가지 색깔 변화가 알려져 있고 어떤 성체는 꽤 창백한 피부를 유지할 수 있는 반면, 다른 것들은 너무 어두워서 검게 보일 수 있다. 모든 연령의 바다악어들은 배 쪽 표면이 흰색 또는 노란색이다. 줄무늬는 몸의 아랫면에 있지만 배 쪽으로는 확장되지 않다. 꼬리는 회색이고 어두운 띠가 있다.

### 크기
악어의 무게는 길이가 증가함에 따라 대략적으로 입방형으로 증가한다. 이것은 6m의 악어가 5m의 악어보다 두 배 이상의 무게가 나가는 이유를 설명해 준다. 악어의 경우, 선형적인 성장이 결국 줄어들고 특정한 시점에서 더 부피가 커지기 시작한다.
바다악어는 현존하는 세계에서 가장 큰 강가의 포식자이다. 하지만, 그들은 꽤 작게 시작한다. 새로 부화한 바다악어는 길이가 약 28cm이고 평균 71g의 무게가 나간다. 평균적인 성인 수컷 바다악어가 평균적인 성인 수컷 나일악어보다 상당히 크다는 사실에도 불구하고, 이러한 크기와 나이는 나일악어의 평균적인 성 성숙기와 거의 같다.
과학적으로 확인된 바다악어의 가장 큰 두개골은 캄보디아에서 수집된 국립 자연사 박물관의 표본이다. 두개골의 길이는 76cm이고 아래턱 근처의 너비는 48cm이며, 하악은 98.3cm이다. 길이는 알려지지 않았지만, 큰 바다악어의 두개골 대 길이 비율을 기준으로 했을 때, 그 길이는 6.7~7m 범위였을 것으로 추정되지만, 유난히 큰 두개골을 가졌을 수도 있고 다른 큰 바다악어들과 같은 두개골 대 전체 길이 비율을 갖지 않았을 수도 있다. 몸에서 분리되면, 큰 수컷 바다악어의 머리의 무게는 200kg 이상이 나갈 수 있는데, 여기에는 거대한 무는 힘을 제공하는 두개골 기저부의 큰 근육과 힘줄이 포함된다. 가장 큰 이빨은 길이가 9cm였다. 가비알이나 말레이가비알과 같은 다른 악어들은 비례적으로 더 긴 두개골을 가지고 있지만, 그들의 두개골과 몸은 모두 바다악어보다 덜 무겁다.

## 분포 및 서식지

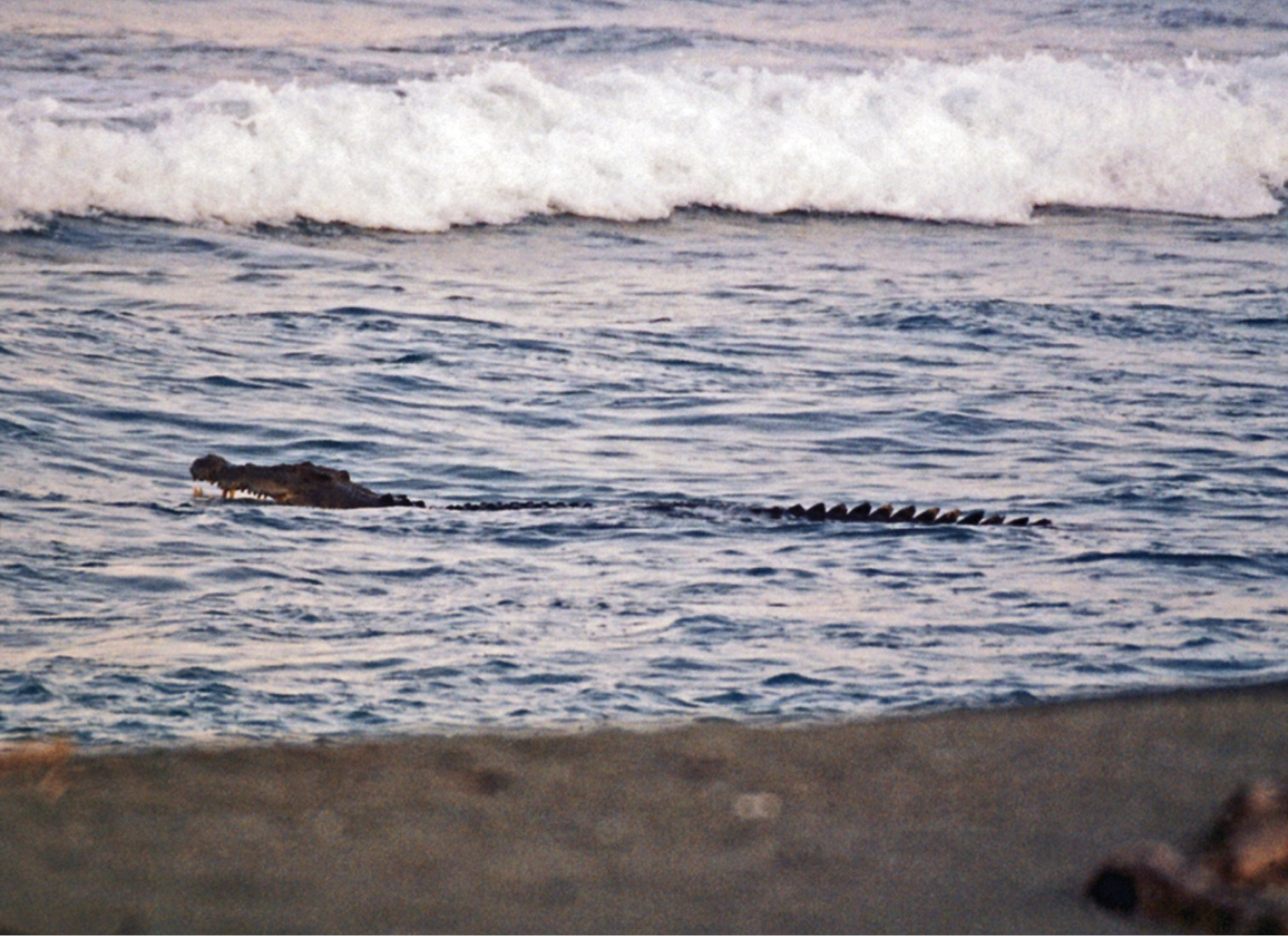
필리핀 북부 이사벨라주 마코나콘 앞바다의 바다악어

바다악어는 인도의 동해안, 스리랑카와 방글라데시부터 미얀마, 말레이시아, 브루나이, 인도네시아, 필리핀, 동티모르, 팔라우, 솔로몬 제도, 싱가포르, 파푸아뉴기니, 바누아투 그리고 오스트레일리아의 북쪽 해안까지 기수가 높은 맹그로브 늪, 강 삼각주, 민물 강에 서식한다. 인도의 최남단의 인구는 오디샤주의 비타르카니카 야생동물 보호구역에 살고 있고, 북부 오디샤주에서는 1930년대 이후로 기록되지 않았다. 안다만 니코바르 제도의 해안과 슌도르본에서 발견되었다. 스리랑카에서는 서부와 남부 지역에서 가장 먼저 발생한다.
미얀마에서는 에야워디 삼각주에서 서식한다. 태국 남부의 팡응아주에서 기록되었다. 싱가포르에서는 순게이 불로 습지 보호 구역과 크란지와 만다이 근처 습지에서 서식한다. 캄보디아와 중국, 세이셸, 태국, 베트남에서 지역적으로 멸종되었다.

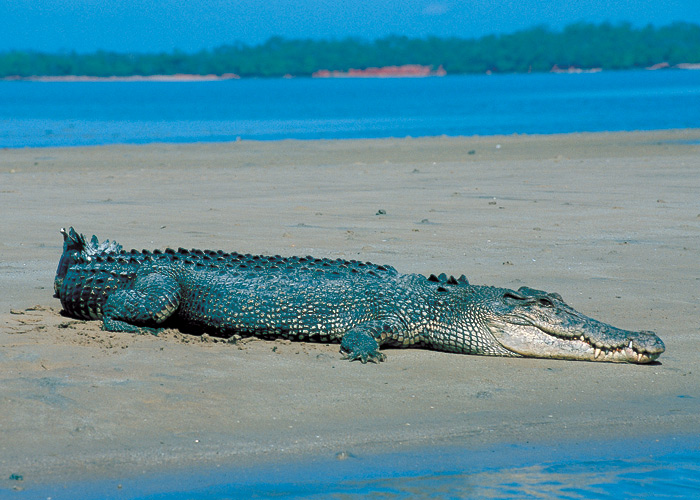
다윈의 해변에 있는 바다악어

오스트레일리아 북부에는 특히 인접한 빌라봉과 강어귀와 함께 애들레이드, 메리, 댈리강과 같은 다윈 근처의 여러 강 시스템에서 바다악어가 번성하고 있다. 오스트레일리아의 바다악어 개체수는 100,000~200,000마리로 추정된다. 분포 지역은 웨스턴오스트레일리아주의 브룸에서부터 노던 준주 해안 전체를 거쳐 남쪽으로 퀸즐랜드주의 록햄프턴까지이다. 아넘랜드 지역의 앨리게이터강은 노던 준주에도 서식하는 오스트레일리아악어와 비교하여 바다악어를 악어와 닮아서 이름이 잘못 지어졌다.
바다에서 장거리 수영을 할 수 있는 능력 때문에 개별적인 바다악어는 피지까지 일반적인 범위에서 멀리 떨어진 지역에서 가끔 나타났다. 바다악어는 일반적으로 열대성 우기를 민물 늪지와 강에서 보내며 건기에는 강 하류로 이동한다. 악어는 영토를 놓고 서로 치열하게 경쟁하는데, 특히 지배적인 수컷이 민물 시내와 개울 중 가장 적격인 산맥을 차지한다. 따라서 어린 악어는 하천 주변으로 밀려들어가기도 하고 때로는 바다로 밀려나기도 한다. 이는 이 종의 분포가 많은 것은 물론이고 동해와 같은 경우에 가끔 이상한 곳에서 발견되는 이유이기도 하다. 모든 악어와 마찬가지로 따뜻한 기온에서만 장기간 생존할 수 있으며, 악어는 혹한이 닥치면 계절적으로 오스트레일리아 일부를 비운다.

## 행동생태학

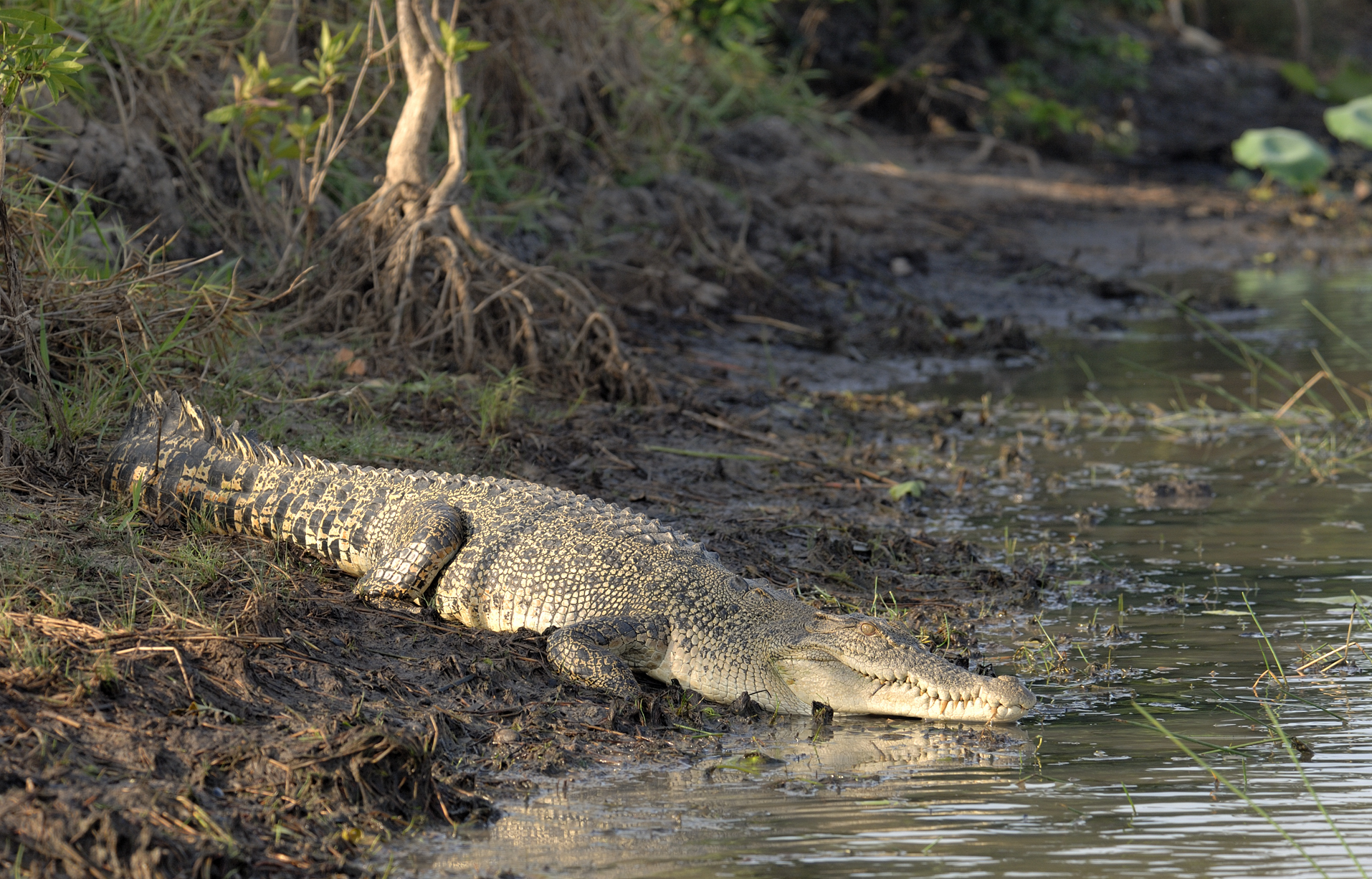
스스로 햇볕을 쬐고 있는 바다악어

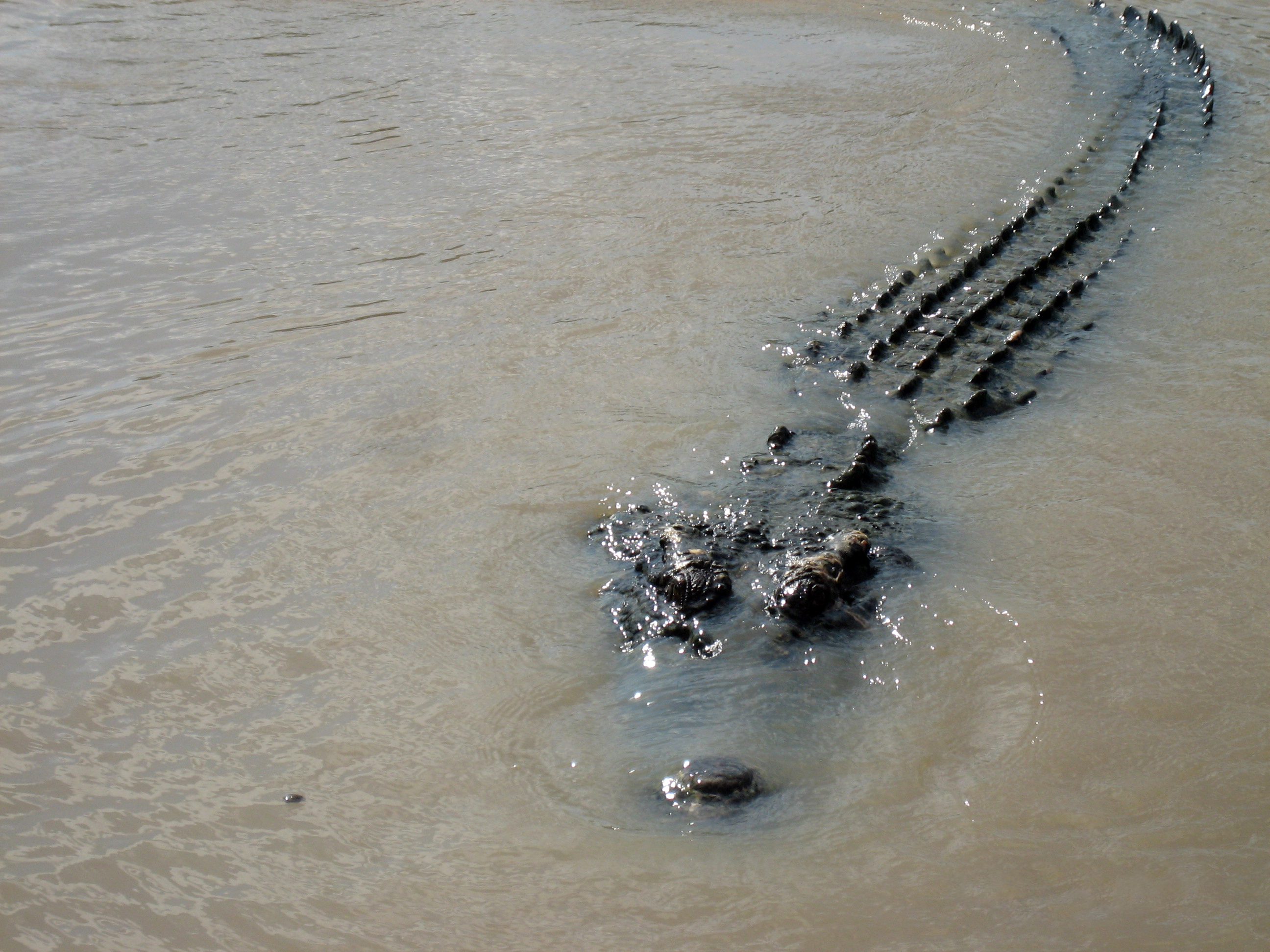
늪을 헤엄치는 성체 바다악어

바다악어와 다른 악어를 구별하는 가장 기본적인 행동은 바닷물을 차지하는 성향이다. 다른 악어들 또한 악어들이 가지고 있지 않은 특성인 바닷물에서 살아남을 수 있게 해주는 염류샘을 가지고 있지만, 대부분의 다른 종은 극단적인 조건을 제외하고는 바다로 모험을 하지 않다.
바다악어들은 먼 거리를 이동하기 위해 해류를 사용한다. 오스트레일리아에서는 20마리의 악어들이 위성 송신기에 꼬리표를 달았는데, 그 중 8마리는 외양으로 모험을 떠났고, 그 중 한 마리는 파 노스 퀸즐랜드 동부 해안의 노스케네디강에서 카펀테리아만의 서해안까지 25일 동안 해안을 따라 590km를 이동했다. 또 다른 한 마리는 20일 동안 411km를 수영했다. 많이 움직일 필요 없이, 때로는 단순히 물 위를 떠다니는 것만으로 조류를 타는 행동은 에너지를 보존할 수 있게 해준다. 그들은 움직임을 방해했고, 조류의 방향이 바뀔 때까지 며칠 동안 보호된 만에 머물렀다. 때때로, 그들은 또한 강 시스템을 위아래로 수영했다. 일반적으로 매우 무기력하고 먹이 없이 몇 달을 생존하는 데 도움이 되는 특성인 바다악어는 보통 낮의 대부분 동안 물 속에서 어슬렁거리거나 햇빛을 쬐며 밤에 사냥하는 것을 선호한다. 오스트레일리아의 계절별 바다악어의 행동에 대한 연구에 따르면, 그들은 오스트레일리아의 여름 동안 더 활동적이고 더 물 속에서 시간을 보낼 가능성이 있으며, 반대로 그들은 덜 활동적이고 겨울 동안 상대적으로 더 많은 시간을 햇빛을 쬐는 것으로 나타났다. 그러나 바다악어는 모든 악어 중에서 가장 활동적인 동물 중 하나이며, 특히 물 속에서 더 많은 시간을 순항하고 활동적으로 보낸다. 그들은 대부분의 악어 종보다 훨씬 덜 육상적이며, 일광욕을 제외하고는 육지에서 더 적은 시간을 보낸다. 때로는 육지를 찾아 바다에서 몇 주를 보내는 경향이 있으며, 어떤 경우에는 바다에서 보내는 긴 시간을 나타내는 악어 비늘에서 따개비가 자라는 것이 관찰되기도 한다.
악어의 뇌는 포유류의 뇌보다 훨씬 작은 반면(바다악어의 경우 체중의 0.05% 정도로 낮다), 바다악어는 계절의 변화에 따라 먹이의 이동 경로를 추적하는 방법을 배우면서 어려운 작업을 거의 학습할 수 있으며, 현재 받아들여지고 있는 것보다 더 깊은 의사소통 능력을 가질 수 있다.

### 사냥 및 먹이

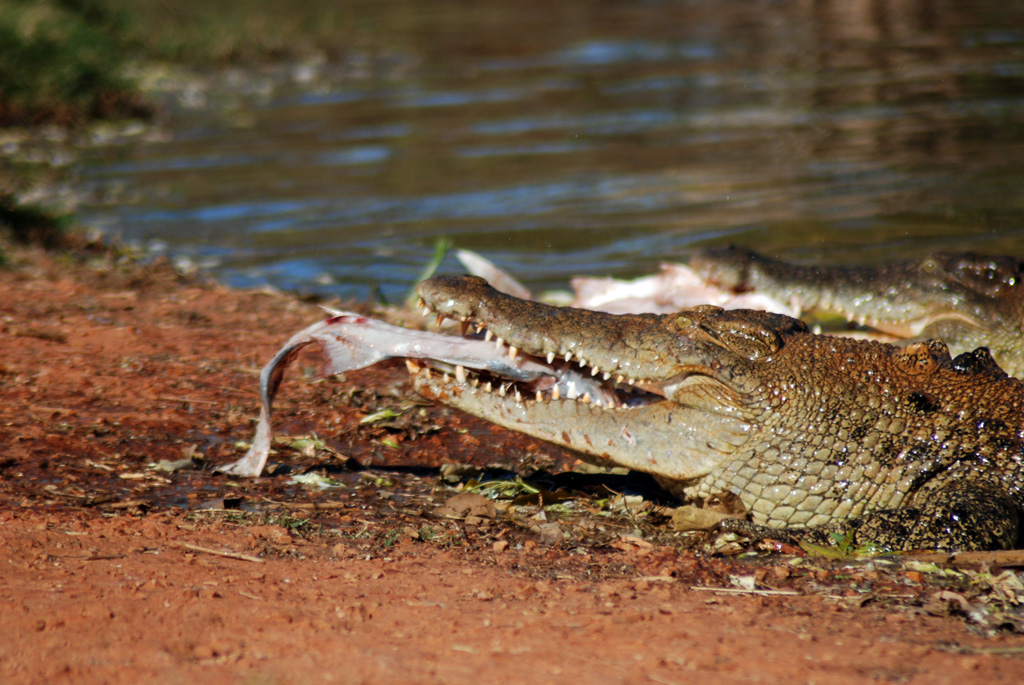
오스트레일리아 서부에서 사육중인 어린 악어들에게 먹이를 준다.

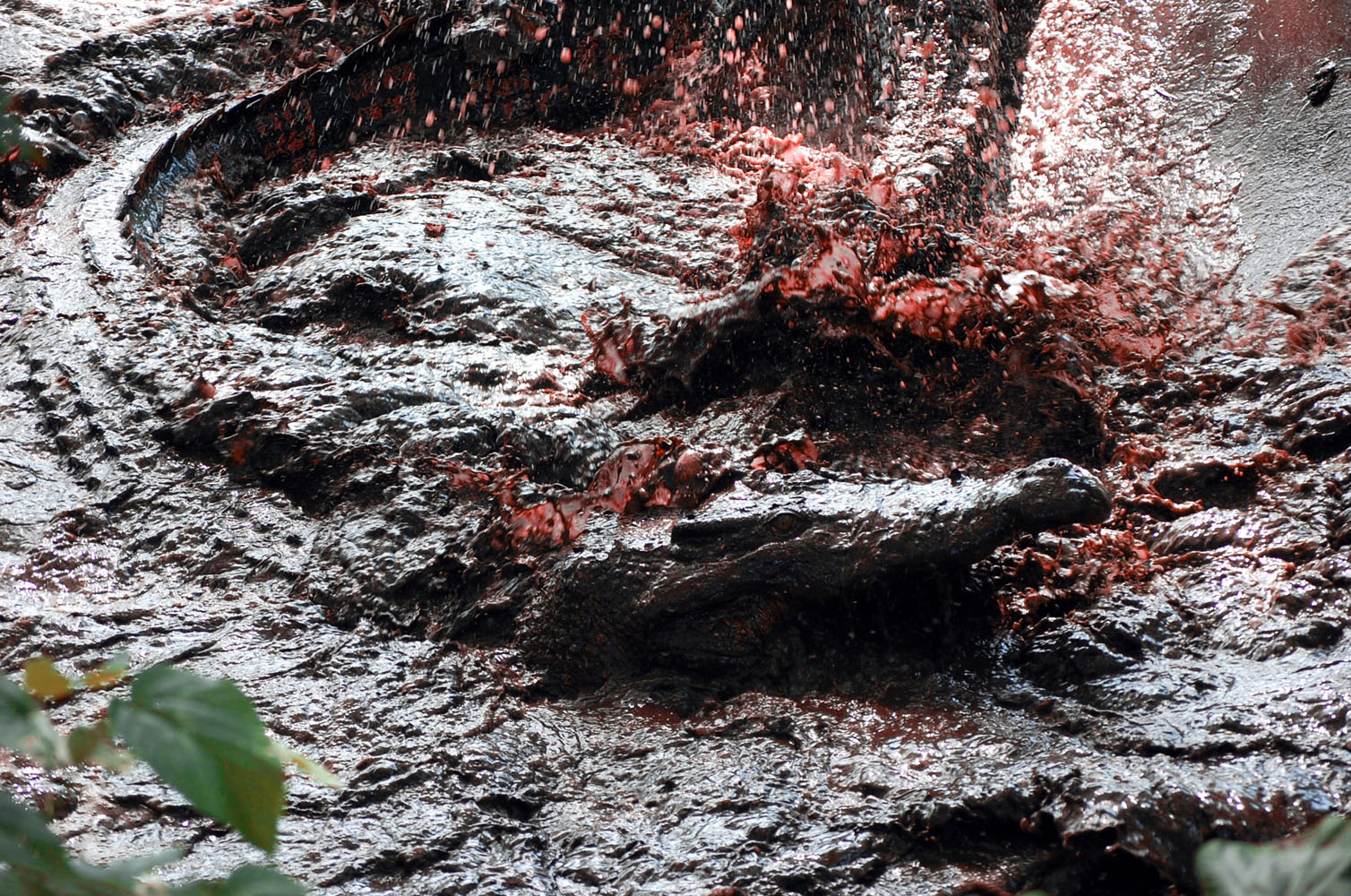
돼지 사체를 찢어서 먹는 바다악어

크로커다일과의 대부분의 종들처럼, 바다악어들은 먹이를 고르는 데 까다롭지 않고, 먹이의 종류를 이용 가능성에 따라 쉽게 바꾼다. 그들은 또한 오랫동안 비교적 적은 양의 먹이를 먹고 살 수 있기 때문에 탐욕스럽지도 않다. 바다악어들은 크기와 분포 때문에 현대 악어들 중에서 가장 넓은 범위의 먹이를 사냥한다. 부화한 악어, 어린 악어, 다 자란 악어의 먹이는 다 자란 악어보다 훨씬 더 많은 과학적 연구의 대상이 되었는데, 이는 인간과 악어 자신 모두에게 큰 안전 위험 없이 생물학자들이 다루기 어렵게 만드는 공격성, 영역성 및 크기 때문이다. 어른이 된 바다악어를 포획하는 주요 방법은 상어 포획용으로 사용되는 커다란 갈고리가 있는 거대한 막대로 악어의 턱을 제한하지만, 이는 그들의 주둥이에 손상을 줄 수 있으며, 이마저도 4m를 초과하는 악어를 성공적으로 포획할 수 있다는 것은 입증되지 않았다. 예를 들어, 20세기의 생물학적 연구는 아프리카에서 "희생된" 다 자란 나일악어의 위 내용물을 엄격하게 분류했지만, 그 기간 동안 가죽 거래로 인해 도살된 악어가 너무 많았음에도 불구하고 바다악어를 대신하여 그러한 연구는 거의 이루어지지 않았다. 그러므로, 성인의 식단은 신뢰할 수 있는 목격자의 진술에 기반할 가능성이 더 높다. 작은 물고기, 개구리, 곤충, 작은 수생 무척추동물 등 작은 동물들을 먹이로 삼는다. 이들 먹이 외에도 다양한 민물고기와 바닷물고기, 다양한 양서류, 갑각류, 대형 복족류와 두족류와 같은 연체동물, 새, 중소형 포유류, 뱀과 도마뱀과 같은 기타 파충류 등도 어린 개체들이 먹는다. 악어가 1.2m 이상의 길이를 얻게 되면 작은 무척추동물 먹이의 중요성은 물고기와 더 작은 포유류과 새를 포함한 작은 척추동물에게 유리하게 퇴색한다. 갑각류 먹이 중 톱날꽃게속의 큰 남방톱날꽃게는 특히 맹그로브 서식지에서 자주 소비된다. 에뮤와 다양한 종류의 물새, 특히 까치기러기와 같은 땅에 사는 새들은 마주칠 가능성이 증가하기 때문에 새들을 가장 흔하게 잡아 먹는다. 심지어 빠르게 나는 새나 박쥐도 물 표면에 가까이 있으면 낚일 수 있고, 물 위를 떠다니는 새들도 먹이를 찾아 해변을 순찰하는 동안에는 심지어 깝작도요의 크기까지 잡아채질 수 있다. 어린 개체와 아성체의 포유류 먹이는 보통 큰쥐사슴과 돼지사슴과 같은 유제류의 작은 종만큼 크다. 기록된 먹이 종은 필리핀원숭이, 코주부원숭이, 긴팔원숭이와 같은 영장류 종을 포함한다. 그리고 날쌘왈라비, 황금자칼, 사향고양이, 거북이, 왕박쥐, 산토끼, 설치류, 오소리, 수달, 작은사슴, 천산갑을 먹이로 먹는다. 스리랑카에서 길이 2.6m의 바다악어가 인도호저를 잡아먹는 희귀한 사례가 보고되었다. 물고기, 게, 수생 생물과 달리 포유류와 새는 보통 물 속이나 물 옆에서만 산발적으로 발견된다. 따라서 악어는 물소가 방해하는 작은 동물이나 (큰 성체 악어가 사냥하는 경우) 물소 무리의 약한 구성원을 잡기 위해 왕박쥐를 잡고 있는 나무 아래의 물이나 물소 무리가 먹이를 먹는 장소와 같은 먹이가 집중될 수 있는 장소를 찾는 것 같다.
연구에 따르면 독이 있는 두꺼비를 먹어 쉽게 죽을 수 있는 오스트레일리아악어와 달리 바다악어는 사탕수수두꺼비 독소에 부분적으로 내성이 있어 섭취할 수 있지만 적은 양만 섭취할 수 있고 이 독성이 도입된 해충에게 효과적인 자연 방제를 제공하기에 충분하지 않다. 큰 악어, 심지어 가장 나이가 많은 수컷도 기회가 왔을 때 작은 종, 특히 탈출 능력이 발달되지 않은 악어를 무시하지 않다. 반면에, 인도 오디샤주에서 몸무게가 겨우 8.7~15.8kg에 불과한 아성체 바다악어는 자기 몸무게의 50~92%에 달하는 염소를 죽이고 잡아먹는 것으로 기록되어 있으며, 어릴 때부터 큰 먹이를 공격할 수 있다. 어린 시절부터 아성체에 이르기까지 표본의 식단은 거의 작은 크기에 상관없이 어떤 동물이든 자신의 크기까지 먹고 살기 때문에 특정 크기 제한 미만의 모든 먹이를 무시하는 성인보다 더 다양한 것으로 나타났다.
바다악어가 사용하는 사냥 방법은 다른 악어와 구별되지 않는데, 사냥 악어는 물에 잠기고 조용히 먹이로 헤엄쳐 올라가 위로 뛰어오르다 갑자기 덮친다. 미시시피악어나 심지어 나일악어와 같은 다른 악어들과는 달리 그들은 건조한 땅에서 사냥한 것으로 알려져 있지 않다. 어린 바다악어들은 낮은 가지에 매달려 있을 수 있는 먹이를 사냥하면서 단 한 번의 상승 운동으로 온몸을 공중으로 날려보낼 수 있다. 붉은털원숭이를 사냥하는 동안, 원숭이들은 꼬리로 원숭이들을 때려눕혀서, 쉽게 먹을 수 있도록 원숭이들을 물 속으로 강제로 넣어 은행에서 쫓아내는 것이 목격되어 왔다. 하지만, 사냥에서 꼬리를 사용하는 것이 의도적인 것인지 아니면 단지 우연한 결과인지는 확실히 명확하지 않다. 다른 악어들과 마찬가지로, 그들의 날카로운 발톱처럼 생긴 이빨은 먹이를 잡고 단단히 붙잡기에 적합하지만 살을 깎지는 않는다. 작은 먹이는 그냥 통째로 삼키는 반면, 더 큰 동물은 깊은 물에 끌려 들어가 익사하거나 으깨진다. 커다란 먹이는 "데스 롤링", 악어가 회전하여 고기 덩어리를 뜯거나 머리를 갑자기 홱 움직이는 것에 의해 감당할 수 있는 조각으로 찢어진다. 때때로 먹이는 악어가 배부르게 먹으면 나중에 먹기 위해 저장되지만, 왕도마뱀과 같은 침입자에 의해 청소될 수 있다.

### 번식
수컷은 약 16세에 약 3.3m의 성 성숙기에 도달하는 반면, 암컷은 2.1m와 12~14세에 성 성숙기에 도달한다. 바다악어는 수위가 가장 높은 우기에 짝짓기를 한다. 오스트레일리아에서는 수컷과 암컷이 9월과 10월에 구애를 하고 암컷은 11월에서 3월 사이에 알을 낳는다. 우기의 기온 상승은 이 종의 번식 행동을 유발할 수 있다. 악어는 일반적으로 매년 둥지를 틀지만, 암컷 바다악어가 격년으로 둥지를 튼 사례가 여러 차례 기록되어 있으며, 암컷이 한 번의 우기에 두 마리의 무리를 만들려고 시도한 기록도 있다. 암컷이 둥지를 선택하면 부모 모두 일반적으로 조수 강이나 담수 지역, 특히 늪지대를 따라 펼쳐진 해안지대인 둥지 영역을 방어하게 된다. 둥지는 종종 놀랍도록 노출된 위치에 있으며, 주변에 초목이 거의 또는 전혀 없는 진흙으로 인해 햇볕과 바람으로부터 보호하는 데 한계가 있다. 둥지는 진흙과 초목으로 구성된 더미로, 일반적으로 길이 175cm, 높이 53cm이며 입구의 지름은 평균 160cm이다. 바위 파편이나 축축한 저잔디 들판과 같이 서식지가 없을 것 같은 둥지가 일부 발생했다. 암컷 악어는 일반적으로 둥지 입구 주변에 나뭇잎과 기타 잔해를 긁어모으는데, 이 덮개는 알에게 "놀라운" 양의 따뜻함을 제공하는 것으로 보고되었다(우연하게도 이러한 둥지 습성은 바다악어가 발견되는 오스트랄라시아 지역의 고지대에 둥지를 짓는 메거포드과로 알려진 새의 습성과 유사하다).

## 인간과의 관계

### 인간에 대한 공격
바다악어와 나일악어는 모든 악어 중에서 인간을 먹잇감으로 취급하는 경향이 가장 강하다. 바다악어는 자신도 모르게 자기 영역으로 쳐들어온 인간을 공격해온 오랜 역사를 가지고 있다. 악어가 직접적으로 접촉할 수 있다면, 그 힘과 위협적인 크기와 속도 때문에 직접적인 포식 공격의 생존 가능성은 거의 없다. 어느 정도의 공존이 정책일 수 있는 미시시피악어와는 달리, 바다악어를 상대할 때는 매우 공격적이기 때문에 가능하면 서식지를 완전히 피하는 것이 유일하게 권장되는 정책이다.

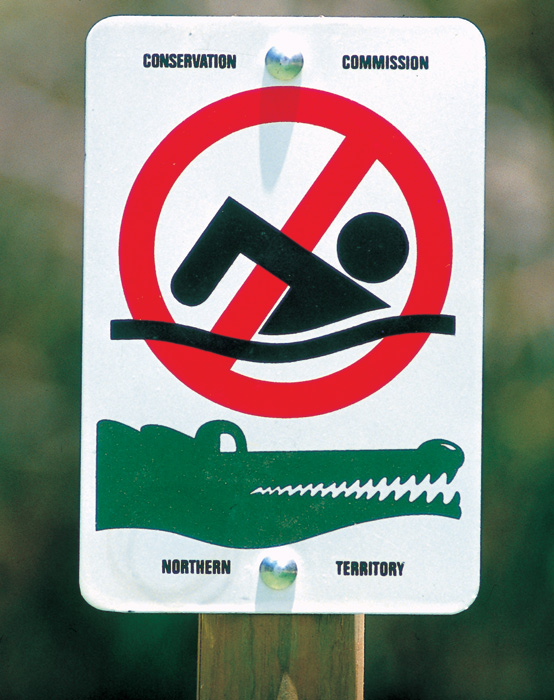
노던 준주의 공원 및 야생동물 위원회에서 사용하는 수영 표지판 없음

공격에 대한 정확한 데이터는 해마다 한두 건의 치명적인 공격이 보고되는 오스트레일리아 이외의 지역에서는 제한적이다. 1971년부터 2013년까지, 바다악어의 공격으로 인해 오스트레일리아에서 보고된 총 사망자 수는 106명이었다. 공격의 수준이 낮은 것은 위험에 처한 수많은 분류, 강, 호수, 해변에 악어 경고 표지판을 붙이려는 오스트레일리아의 야생동물 관계자들의 광범위한 노력 때문일 수도 있다. 보르네오섬, 수마트라섬, 동인도 (안다만 제도) , 미얀마에서는 덜 공개된 공격이 보고되었다. 보르네오섬, 사라왁주, 보도에 따르면 2000년부터 2003년까지 매년 평균 2.8건의 치명적인 공격이 있었다. 오스트레일리아의 북부 지역에서는 인간에 대해 공격적인 행동을 보이는 바다악어들을 재배치하려는 시도가 있었지만, 문제 악어들이 그들의 원래 지역으로 돌아갈 수 있기 때문에 효과가 없다는 것이 입증되었다. 2007년부터 2009년까지 다윈 지역에서는 "문제 악어"의 67~78%가 수컷으로 확인되었다.
한 연구에 따르면 매년 최대 20~30건의 공격이 발생하는 것으로 추정된다. 이 숫자는 인간과 바다악어가 비교적 개발되지 않은, 저경제 및 농촌 지역에서 공존하는 여러 지역에 비추어 볼 때 보수적일 수 있다. 그러나 바다악어가 매년 수천 명의 인명 피해에 책임이 있다는 과거의 주장은 과장되었을 가능성이 높으며, 재정적 이익을 위해 악어에 대한 부정적인 인식을 극대화함으로써 이익을 얻었을 수 있는 가죽 회사, 사냥 조직 및 기타 출처에 이익을 주기 위해 조작되었을 수 있다. 그들의 명성에도 불구하고, 많은 야생 바다악어는 보통 인간을 꽤 경계하고 있으며, 이전에 괴롭힘이나 박해를 당했다면, 심지어 큰 성인 수컷이라도 그들로부터 잠수하여 수영하여 도망칠 것이다. 인간에 대한 일부 공격은 본질적으로 포식적이기 보다는 영역적인 것으로 보이며, 2살 이상의 악어는 종종 그들의 지역(보트 포함)으로 들어오는 모든 것을 공격한다. 인간은 일반적으로 이러한 만남으로부터 살아 탈출할 수 있으며, 이는 모든 공격의 약 절반을 차지한다. 치명적이지 않은 공격은 보통 길이가 3m 이하의 악어를 포함한다. 동기부여상 포식적일 가능성이 더 높은 치명적인 공격은 일반적으로 평균 4.3m 크기의 더 큰 악어를 포함한다. 정상적인 상황에서 나일악어는 바다악어보다 인간에 대한 훨씬 더 많은 수의 치명적인 공격에 책임이 있는 것으로 믿어지지만, 이는 아프리카의 많은 사람들이 생계를 위해 강가 지역에 의존하는 경향이 있다는 사실과 더 관련이 있을 수 있으며, 이는 대부분의 아시아에서는 덜 널리 퍼져 있고 오스트레일리아에서는 확실히 덜 널리 퍼져 있다. 안다만 제도에서 인간에 대한 치명적인 공격의 수가 증가한 것으로 알려졌는데, 이는 아마도 서식지 파괴와 자연 먹이의 감소 때문일 것이다.

### 문화적 참고

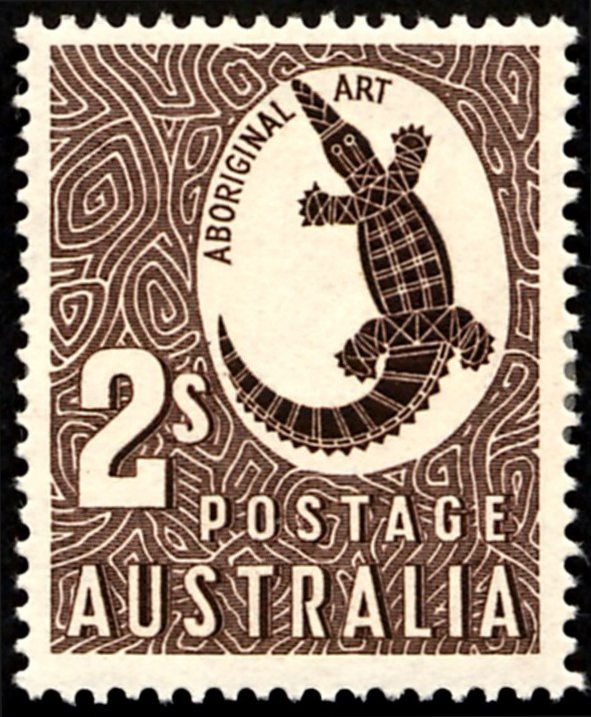
바다악어의 원주민 작품을 묘사한 1948년 우표

바다악어는 티모르섬에서 신성한 것으로 여겨진다. 전설에 따르면 이 섬은 거대한 악어에 의해 형성되었다고 한다. 파푸아인들은 유사하고 매우 관여된 신화를 가지고 있으며 전통적으로 악어는 친척(보통 아버지 또는 할아버지)으로 묘사되었다.
오스트레일리아 원주민들의 신화인 완지나에 따르면, 바다악어는 다소 숭배되었던 오스트레일리아악어와 달리 나쁜 기운으로 가득 차 있고 너무 크게 자랐기 때문에 민물에서 추방되었다고 한다. 바다악어를 묘사한 원주민 암각화는 드물지만, 카카두와 아른헴랜드의 동굴에서 3,000년 이상 된 예들이 발견되어 종의 분포와 거의 일치한다. 그러나 그것은 현대 원주민 예술에서 묘사된다. 라라키아인들은 그들 자신을 악어의 후손으로 생각하고 그것을 그들의 토템으로 여긴다. 그들은 악어를 항구의 수호자로 존중하고 악어 고기를 먹지 않는다.
이 종은 1894년 북보르네오주 12센트 우표, 이 종의 원주민 암석 작품을 묘사한 1948년 오스트레일리아 2 실링 우표, 1966년 인도네시아 공화국 우표, 1994년 팔라우 20센트 우표, 1997년 호주 22센트 우표, 2005년 말레이시아 링깃 우표 등 여러 우표에 등장한다.